# جوزيف أنتوني غراي
جوزيف أنتوني غراي (بالإنجليزية: Joseph Anthony Gray)‏ هو محامي وناشر وصحفي وسياسي أمريكي، ولد في 25 فبراير 1884 في الولايات المتحدة، وتوفي في 8 مايو 1966 في الولايات المتحدة. حزبياً، نشط في الحزب الديمقراطي. وقد انتخب عضو مجلس نواب بنسيلفانيا وانتخب عضو مجلس النواب الأمريكي.